# Gazela-de-mongalla
A gazela-de-mongalla (Eudorcas albonotata) é uma espécie de gazela do gênero Eudorcas encontrada apenas no Sudão do Sul. Já foi considerada uma subespécie da gazela-de-fronte-vermelha (Eudorcas rufifrons), porém estudos mais recentes a consideram uma espécie separada.